# Gmina Kladanj
Gmina Kladanj (boś. Općina Kladanj) – gmina w Bośni i Hercegowinie, w kantonie tuzlańskim. W 2013 roku liczyła 12 348 mieszkańców.